# Nándor Szenkár
Nándor Szenkár (* 20. September 1858 in Kamjanez-Podilskyj; † 12. August 1927 in Budapest) war ein ungarischer Komponist, Kapellmeister und Chasan.

## Leben
Nándor Szenkár studierte an der Königlich-Ungarischen Musikakademie und war Schüler von János Koessler. Seit Oktober 1887 war er als Chorsänger am Ungarischen Königlichen Opernhaus tätig, später wurde er stellvertretender Leiter des Opernchores. Im Alter von 35 Jahren wurde er Kapellmeister in der Synagoge in der Rumbach utca, danach in der Synagoge in der Dohány utca. Seine Werke wurden mehrfach vom Philharmonischen Orchester wie auch in der Oper aufgeführt.
Seine Kompositionen umfassen unter anderem zwei Opern, ein Ballett, einige kammermusikalische sowie zahlreiche religiöse Werke.
Szenkár war verheiratet mit Róza Rottenstein. Ihre drei Söhne Dezső, Jenő und Mihály waren ebenfalls talentierte Komponisten und Dirigenten und ihre Tochter Sarolta eine bekannte Pianistin.
Sein Grab befindet sich auf dem Jüdischen Friedhof in der Kozma utca (Kozma utcai temető) in Budapest.